# ديفيد هيتون
ديفيد هيتون هو محامي وسياسي أمريكي، ولد في 10 مارس 1823 في هاملتن في الولايات المتحدة، وتوفي في 25 يونيو 1870 في واشنطن العاصمة في الولايات المتحدة. نشط حزبياً في الحزب الجمهوري. وقد انتخب عضو مجلس ولاية مينيسوتا ‏ وانتخب عضو مجلس النواب الأمريكي ‏.